# Остаточне вирішення чеського питання

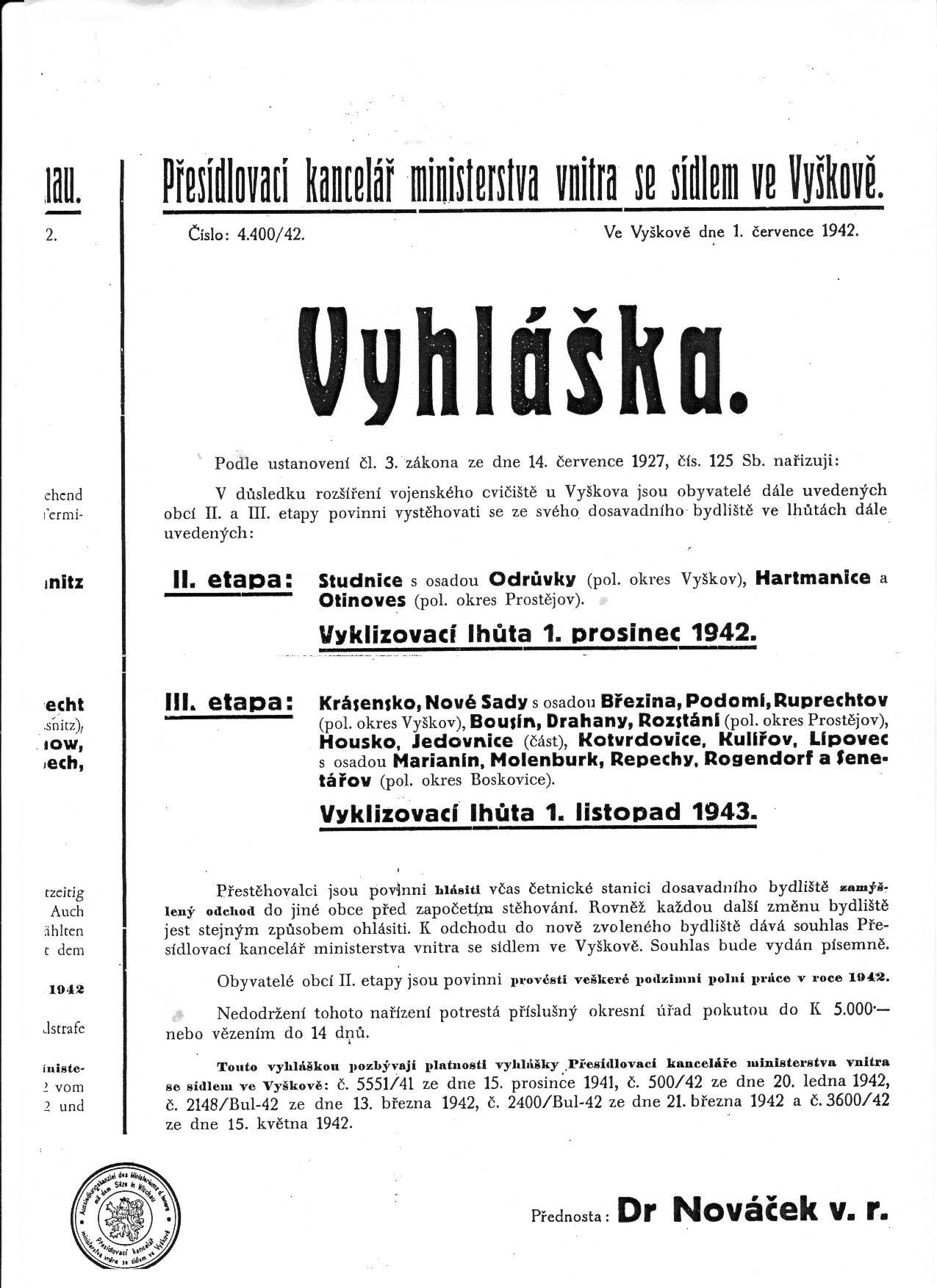
Обкладинка наказу (чеською мовою) про виселення 33 муніципалітетів Драганське нагір'я

Остаточне вирішення чеського питання (нім. Endlösung der tschechischen Frage) — план уряду нацистської Німеччини, що передбачав онімечування чеської території, головним чином шляхом виселення частини чеського населення в Сибір або області Волині. План був розроблений відповідно до расової та етнічної політики нацистської Німеччини, і збігався із загальним планом зі знищення та виселення слов'ян, який називався План «Ост». Підготовка до «остаточного вирішення чеського питання» почалася невдовзі після окупації Чехословаччини в 1939 році, проте здійснення постійно відкладалося через необхідність використовувати чеську робочу силу для забезпечення німецьких військ. До кінця війни було виселено менш ніж сто громад (близько 50 тисяч жителів).

## Перші пропозиції щодо переміщення чехів
Перші проекти озвучив невдовзі після Першої світової війни судетонімецький політик-націоналіст Лодгманн Рудольф фон Ауен. У 1920 року у видавництві Т. Вайхера в Лейпцигу було опубліковано план переселення чехів. У книзі під назвою «Die tschechoslowakische Frage» (чехословацьке питання) обговорюється можливості переселення чехів із Богемії на території на захід від Рейну, а чехів із Моравії — на схід Пруссії.

## Здійснення програми
Незабаром після окупації чеських земель Німеччиною та створення протекторату Богемії та Моравії було активізовано всі проекти з підготовки «остаточного вирішення чеського питання». Їхньою метою, про яку Адольф Гітлер говорив ще до свого приходу до влади, було онімечування чеської області та населення. У цьому дусі вже в 1939 році генерал Е. Фридерік складає проект «Чеська проблема». План передбачає виселення чеських власників капіталу, інтелігенції та євреїв з використанням чеських працівників для німецької економіки. 7 жовтня 1939 року Гітлер видав постанову, згідно з якою Генріх Гіммлер мав «створити нові німецькі землі за допомогою переселення німців рейху та громадян німецької національності». У грудні 1939 року були опрацьовані перші пропозиції про німецьку колонізацію Богемії та Моравії, при цьому вони постійно уточнювалися. Вони були доповнені планом, що виник улітку 1940 р. у штабі Конрада Генлейна. Згідно з ним, територіальну єдність протекторату потрібно було зруйнувати і включити його окремі частини в адміністративні округи Німеччини, що межують з ними.Основну програму германізації Чехії представляв меморандум Карла Германа Франка, затверджений 28 серпня 1940 р. Гіммлером і Гейдріхом. Франк в ньому підкреслював: 
«Метою політики Рейху в Богемії і Моравії повинна бути повна германізація простору та населення. Є два шляхи для досягнення цієї мети:

1. Тотальне виселення чехів із Богемії та Моравії на територію за межами Рейху і заселення звільнених областей німцями.
2. Якщо більша частина чехів залишиться в Богемії і Моравії, то необхідно одночасно використовувати різноманітні методи знімечення відповідно з планом на 10 років. Така германізація включає:
  - Зміна національності чехів, підходящих у расовому відношенні;
  - Виселення чехів, непідходящих у расовому відношенні, та інтелігенції, ворожої до Рейху, а де це доречно, особливий режим для них і для всіх деструктивних елементів;
  - Нове заселення звільненого району свіжою німецькою кров'ю».

2 жовтня 1941 року, після вступу на посаду рейхспротектора, Рейнхард Гейдріх виголосив промову, в якій, серед іншого, підтвердив раніше заплановані принципи онімечування території, а саме:
- Чеський простір має бути остаточно заселений німцями.
- Буде проведено перепис чехів у расовому, національному значенні.
- Чехи «хорошої раси та добре мислячі» будуть онімечені.
- Чехи «поганої раси і погано мислячі» будуть виселені на схід (за Урал, до Сибіру).
- «Добре мислячі люди поганої раси» працюватимуть на Третій рейх і не зможуть мати дітей.
- «Погано мислячі люди доброї раси» — найнебезпечніший клас для німців — мають бути в німецькому середовищі онімечені. В іншому випадку ці люди повинні бути винищені, тому що можуть стати провідною верствою.

## Виселення чеського населення
Реалізація планів виселення чехів почалася вже в 1940 році, коли було встановлено так званий німецький територіальний міст, що передбачає онімечування території від Літомержице до Праги . Було також схвалено створення німецького коридору, який вів через Прагу, Брно та Оломоуц до Острави. На півдні Моравії повинні були бути заселені та приєднані до Австрії райони на південь від Брно. Чеська нація підлягала поступовому поділу на невеликі ізольовані підрозділи та асиміляції німецькими елементами. Внаслідок такої політики до 1941 року було виселено 33 громади з Вишківської, Босковицької та Бланенської областей, свої домівки залишили понад 18 тис. мешканців. Починаючи з 1942 року з Бенешовської, Невекловської та Седлчанської областей у кілька етапів було депортовано 65 громад з більш ніж 30 тис. осіб.